# Gyromitra esculenta
Gyromitre, Fausse morille
Espèce
Gyromitra esculenta, le Gyromitre, Gyromitre dit "comestible" ou fausse morille, est une espèce de champignons toxiques de la famille des Discinaceae dans l'ordre des Pezizales.
Cette espèce, consommée traditionnellement dans diverses zones en France et en Europe de l'Est et du Nord, a longtemps été considérée comme un champignon comestible car ses toxines, de taux variables, plus faible sous les climats froids, peuvent s'atténuer selon le mode de préparation, mais ce avant que l'on découvre qu'elles puissent aussi être potentiellement facteur de toxicité à long terme chez l'homme, favorisant des cancers et des maladies neurologiques dégénératives, notamment la maladie de Charcot.

## Taxonomie

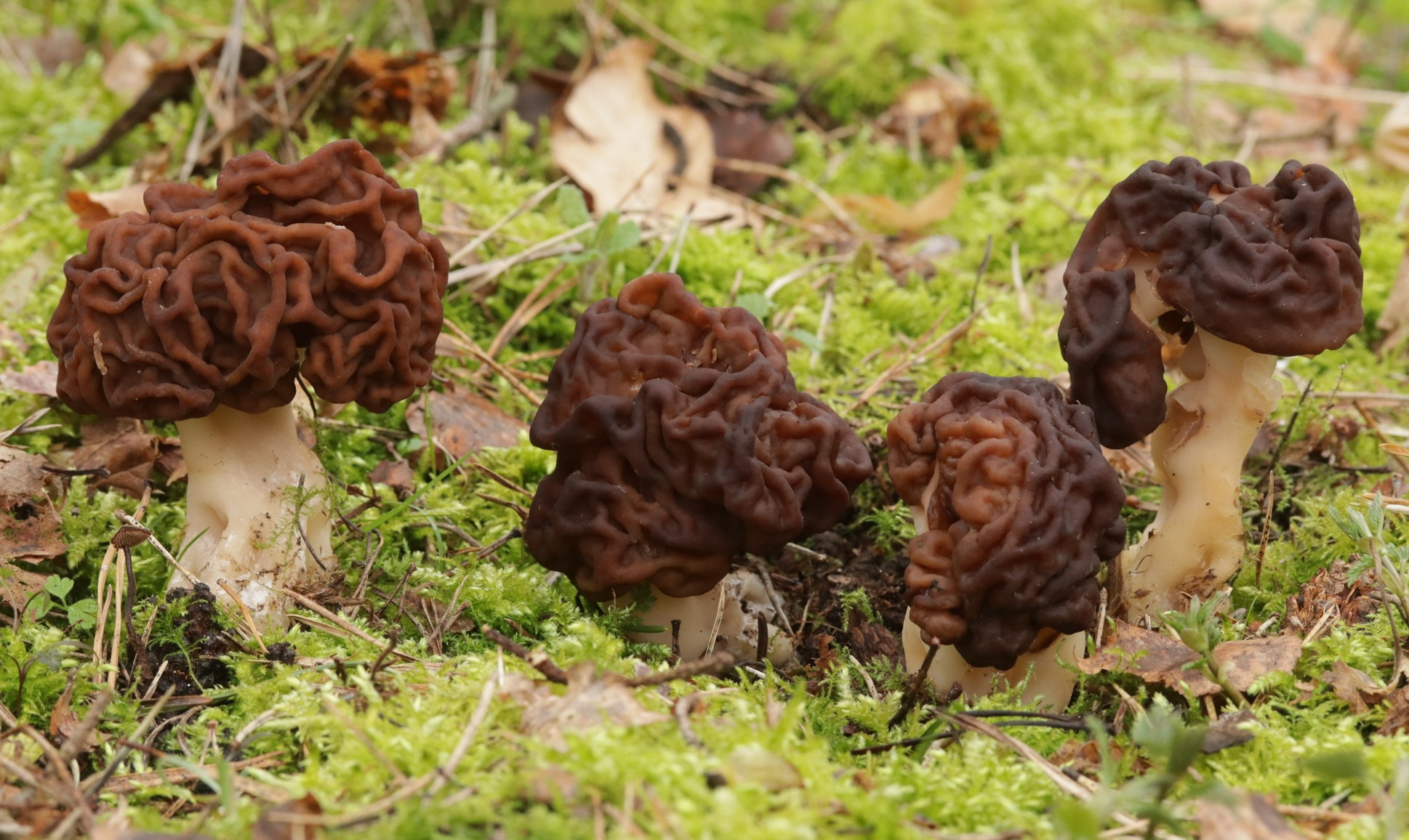
Collection de sporophores de G. esculenta en Allemagne.

Le nom correct complet (avec auteur) de ce taxon est Gyromitra esculenta (Pers. 1800) Fr. 1849.

### Synonymes
Gyromitra esculenta a pour synonymes :
- Helvella esculenta Pers. 1800[2]
- Physomitra esculenta (Pers.) Boud. 1907

### Phylogénie
Cette espèce a été décrite pour la première fois en 1800 par le mycologue Christian Hendrik Persoon sous le nom d'Helvella esculenta, et a obtenu son nom binomial actuel lorsque le mycologue suédois Elias Magnus Fries l'a placé dans le genre Gyromitra en 1849.
Le genre Gyromitra était traditionnellement considéré comme faisant partie de la famille des Helvellaceae, au même titre que les Helvelles, d'apparence similaire. L'analyse d'ADN ribosomique de nombreuses Pezizales a montré que G. esculenta et les autres  Gyromitres n'étaient que faiblement apparentées aux autres membres des Helvellaceae et qu'ils étaient plus étroitement apparentés au genre Discina, formant un clade contenant également Pseudorhizina et Hydnotrya. Les quatre genres sont donc désormais inclus dans la famille Discinaceae.
En 2025, une étude génétique évolutive menée par Dirks & al. sur la phylogénomique des Discinaceae fit éclater les espèces de Gyromitra en plusieurs genres ; Maublancomyces, Neogyromitra, Paragyromitra, Discina, Piscidicina, Pseudodiscina, Pseudorhizina et Pseudoverpa. Les seules espèces restant dans le genre Gyromitra au sens strict étant celles du complexe d'espèces de G. esculenta. 

### Étymologie
L'épithète spécifique esculenta dérive du latin esculentus qui signifie comestible, car il était initialement consommé après de nombreux traitements. Le nom de genre Gyromitra, du grec γῦρος gýros = rond, cercle et de μίτρα mítra = coiffe : car le sporophore ressemble à une mitre ronde.

### Noms vulgaires et vernaculaires
Ce taxon porte en français les noms vernaculaires ou normalisés suivants : Gyromitre, Gyromitre commun, Gyromitre dit "comestible", Gyromitre fausse-morille, Fausse-morille, Moricaude, Cervelot.
Noms vernaculaires dans d'autres langues
- Anglais : False morel, Brain mushroom[7]
- Allemand : Frühjahrs-Giftlorchel, Frühjahrslorchel, Lorchel[7]
- Basque : Mitra muina[11]
- Catalan : Múrgula borda[11]
- Danois : Ægte stenmorkel[7]
- Espagnol : Bonete[11]
- Finnois : Korvasieni[7]
- Hongrois : Redös papsapkagomba[11]
- Italien : Falsa spugnola, Spongino[11]
- Néerlandais : Voorjaarskluifzwam[7]
- Norvégien : Sandmorkel[11]
- Letton : Parastā bisīte, murķelis[11]
- Polonais : Piestrzenica kasztanowata[7]
- Roumain : Zbârciog gras[7]
- Russe : Строчок обыкновенный[7]
- Slovaque : Ušiak obyčajný[11]
- Slovène :  Pomladanski hrček[11]
- Suédois : Stenmurkla[11]
- Tchèque : Ucháč obecný[11]

## Description du sporophore
Son chapeau mesure 4 à 10 cm de hauteur pour 3 à 11 cm de diamètre. Il présente des lobes cérébriformes, il est plus ou moins arrondi, à marge ondulée à contournée, irrégulièrement lobée, avec lobes asymétriques, souvent repliée vers le pied, souvent repliée vers le pied et soudée à lui de façon irrégulière, de couleur brun jaune, brun bistre, brun rouille à brun sombre, brun rouge, brun rouge sombre, brun noir à reflets rougeâtres ou teinté de pourpre foncé, soudé au stipe en plusieurs endroits. La partie fertile sous le chapeau est finement pubescente, blanche, jaune-brun pâle à brun-rouge pâle. Sa sporée est blanche à ocrhacée,.
Le stipe mesure 2 à 8 cm de hauteur pour 1,5 à 4 cm de largeur, il est blanc, crème, court, carné pâle à brun violacé, sillonné, trapu et creux à maturite, égal ou élargi à chaque extrémité, farci puis lacuneux, lisse ou un peu côtelé.
Sa chair est cassante et cireuse, mince, jusqu’à 6 mm d’épaisseur, friable, chambrée, blanche, de saveur douce, d'odeur puissante, agréable.

### Caractéristiques microscopiques
Les spores sont ellipsoïdes à subfusiformes, finement verruqueuses à sublisses en microscopie optique, irrégulièrement plissées en microscopie électronique, sans appendice ni tubercule apical, biguttulées, hyalines, mesurant (14,5)19− 25(27)x 10,5−13(13,5) μm, 22,1 x 11,82 μm, en moyenne Q = (1,2)1,65−2,14(2,29), Q moyen = 1,87 ± 0,17. Les paraphyses sont clavées, ramifiées, brun pâle, brunes en amas, à contenu granuleux, lisses, graduellement à abruptement élargies jusqu'à 2-10 µm vers l'apex, avec cellule apicale jusqu'à 39-77 µm de longueur. Ses asques sont à 8 spores unisériées, operculés, inamyloïdes, mesurant jusqu'à 180-220 x 15-17 µm.

## Galerie

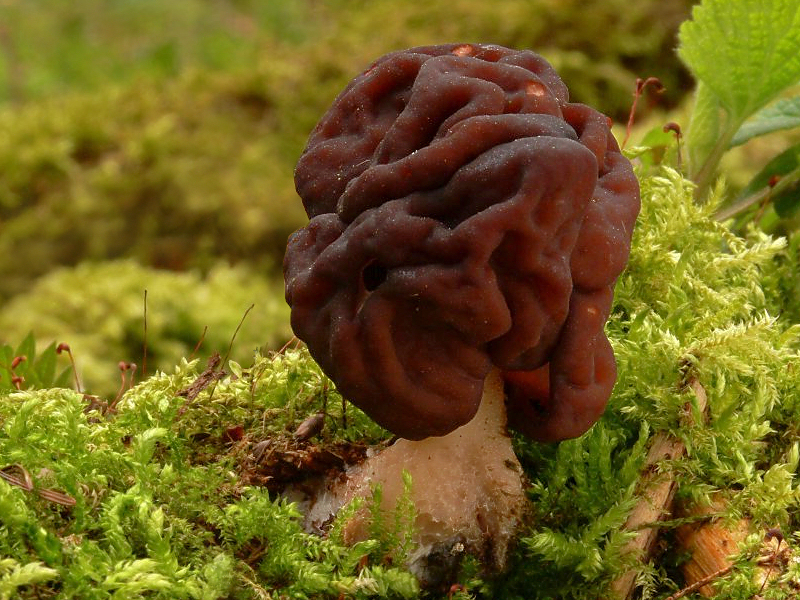
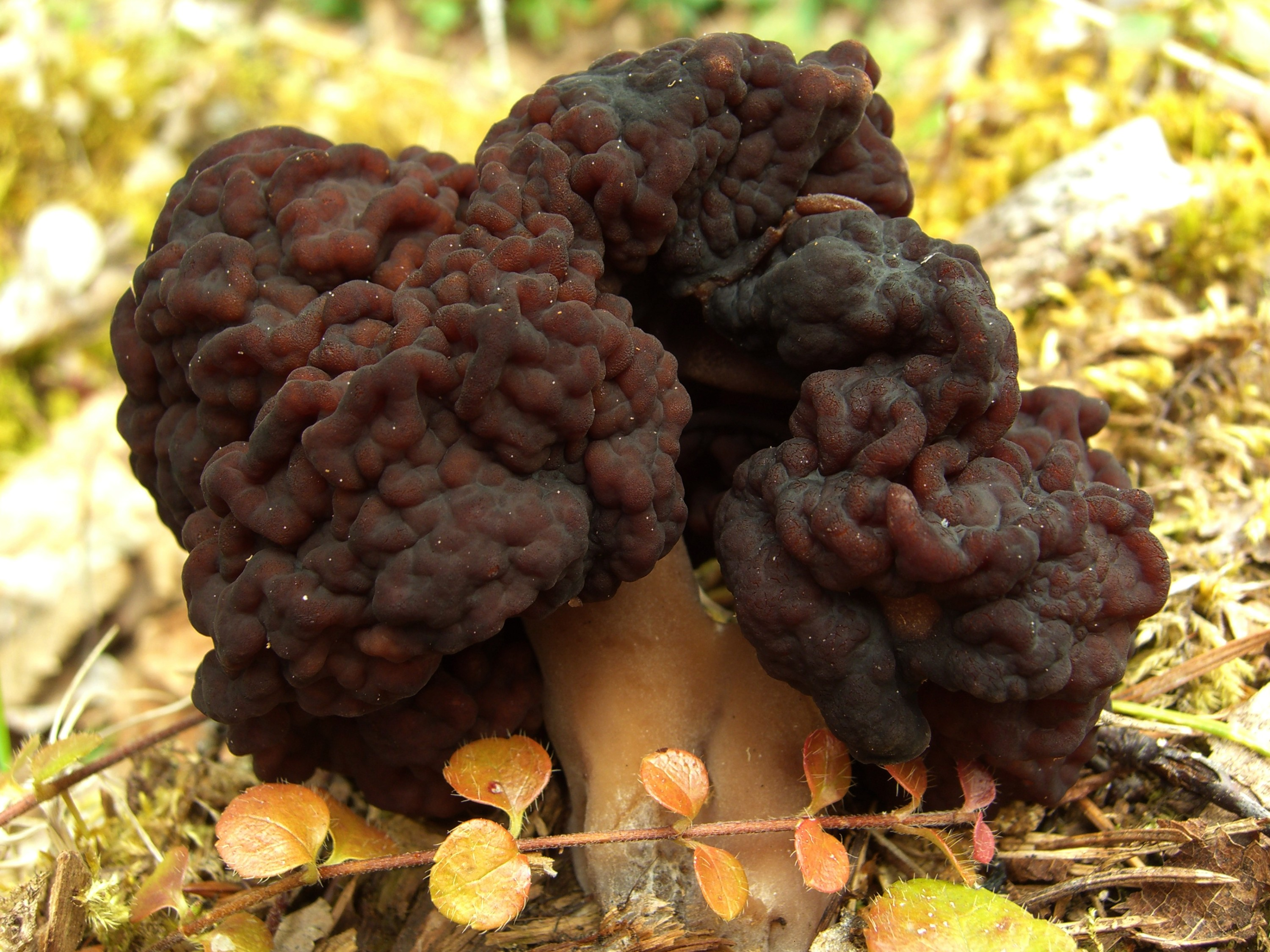
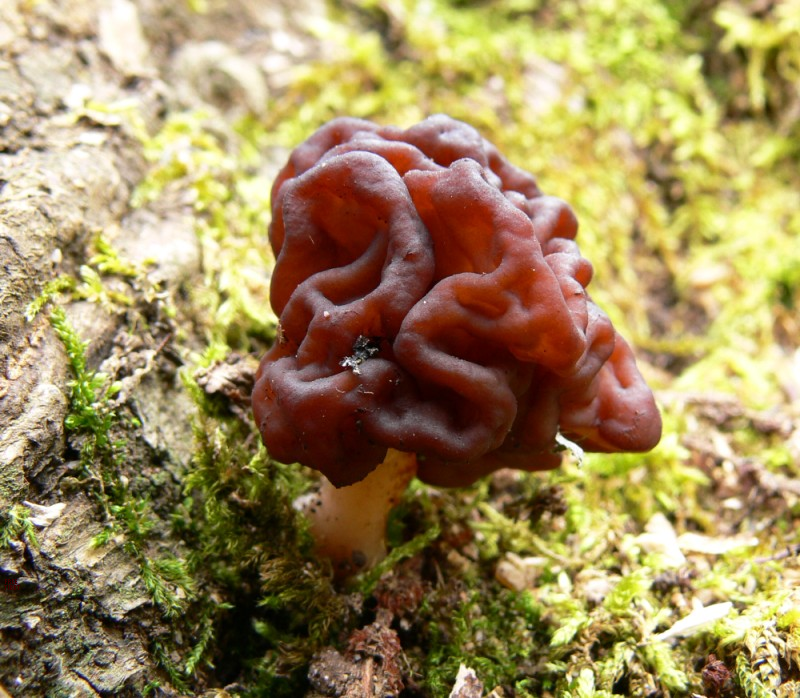
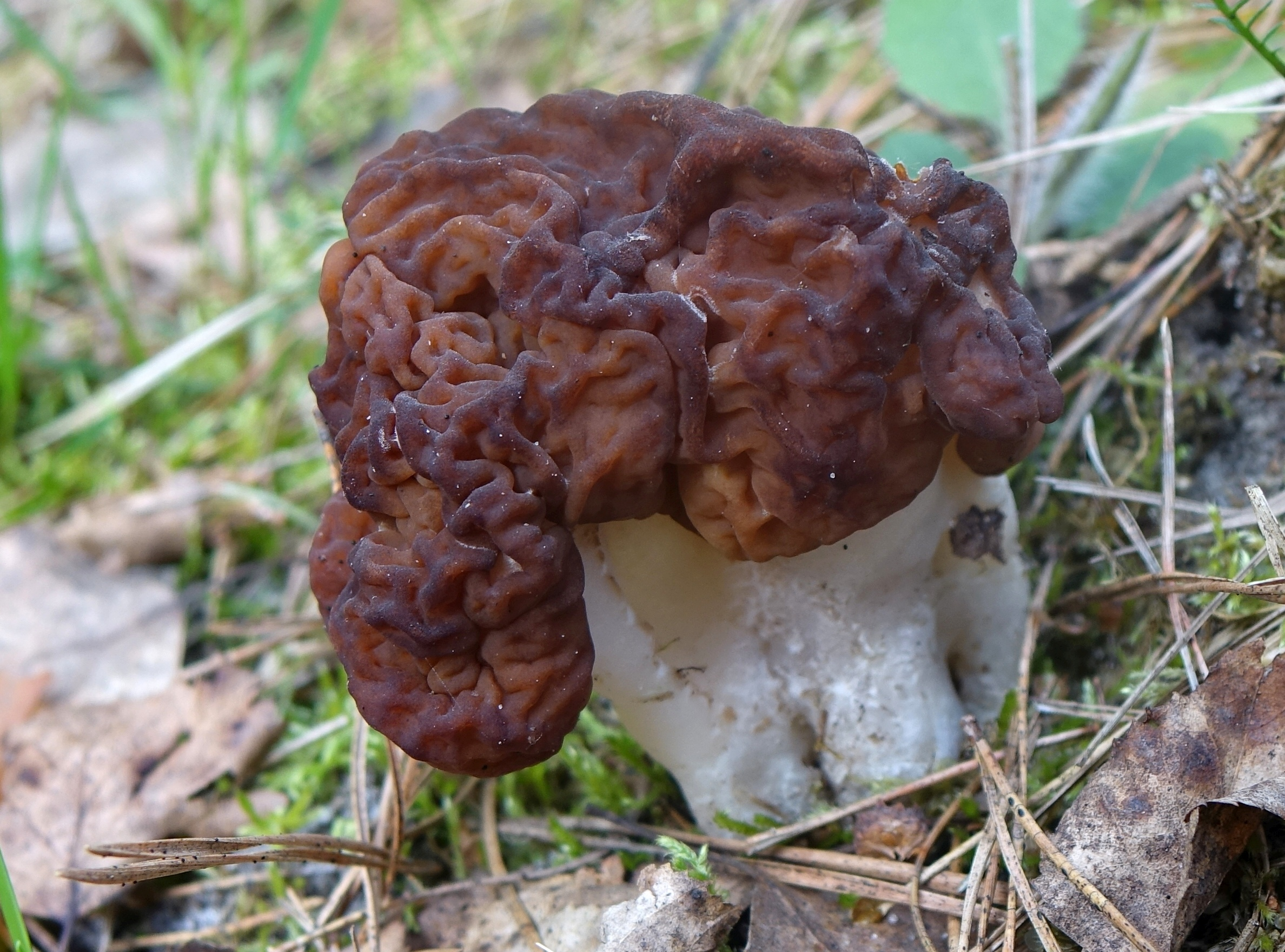
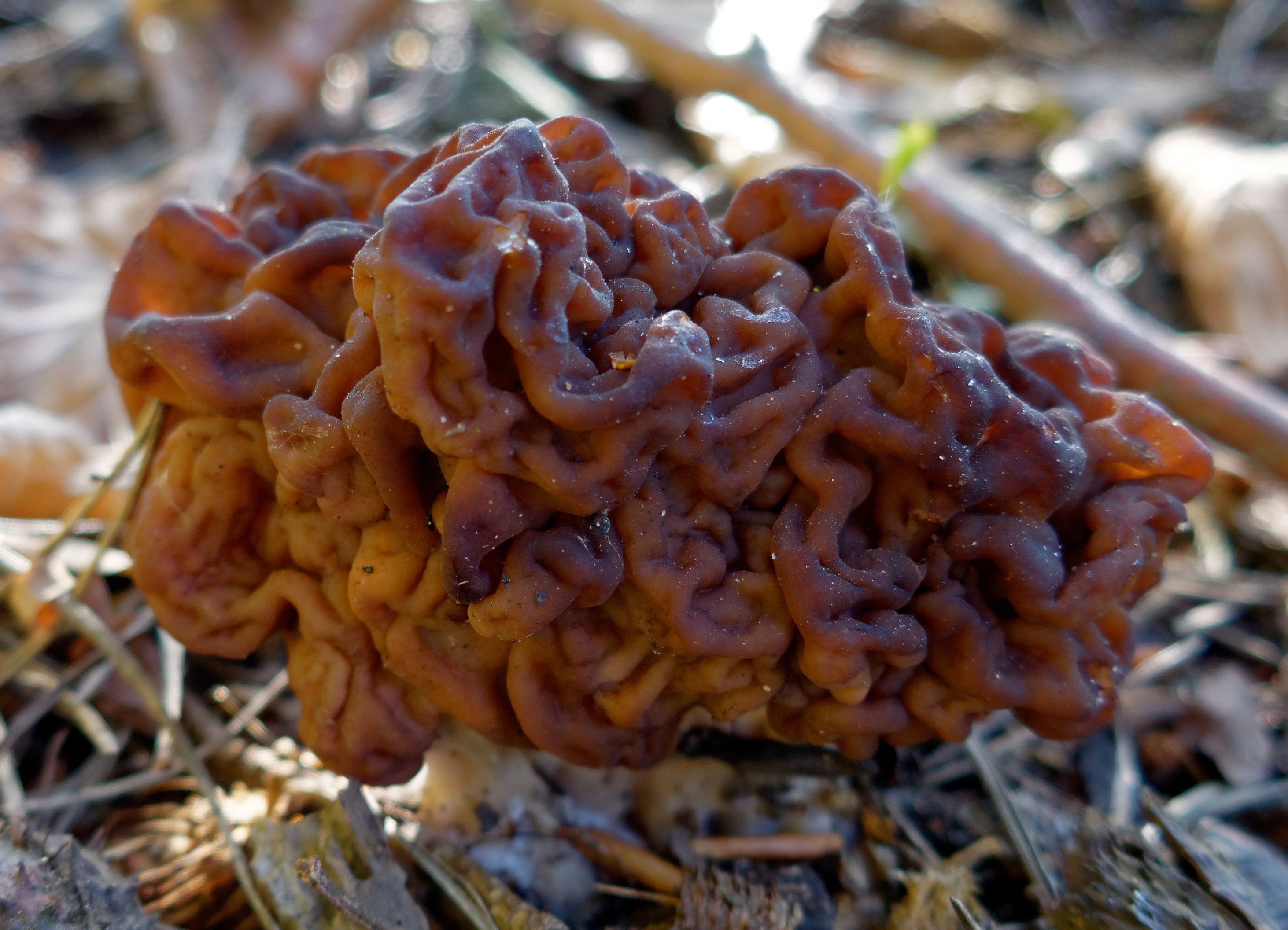
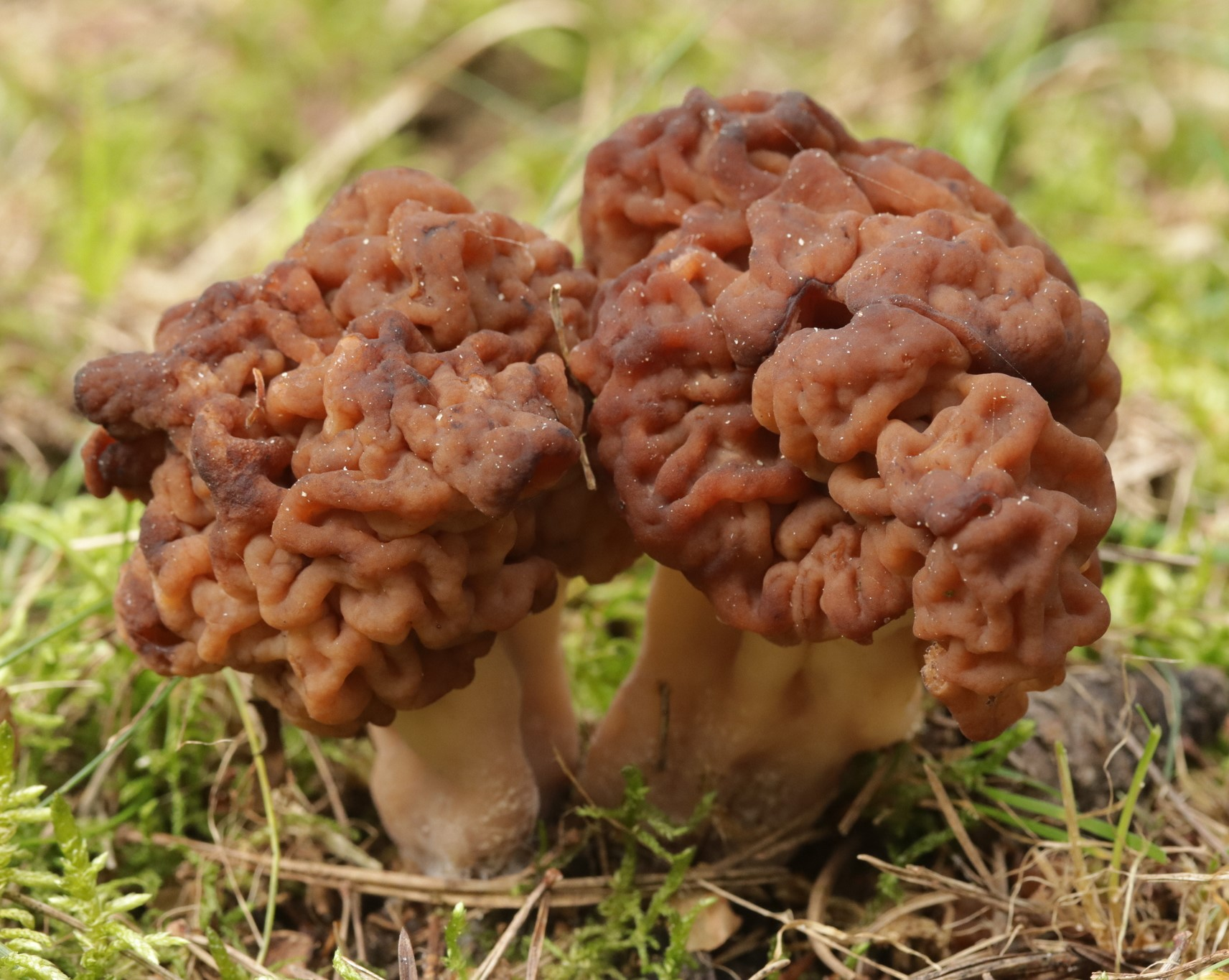
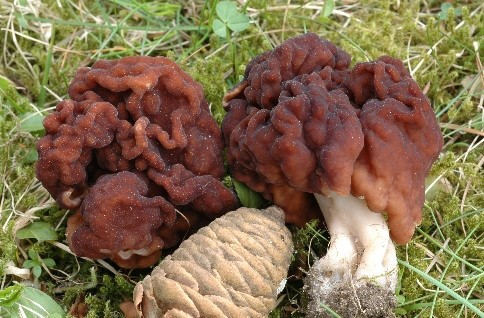
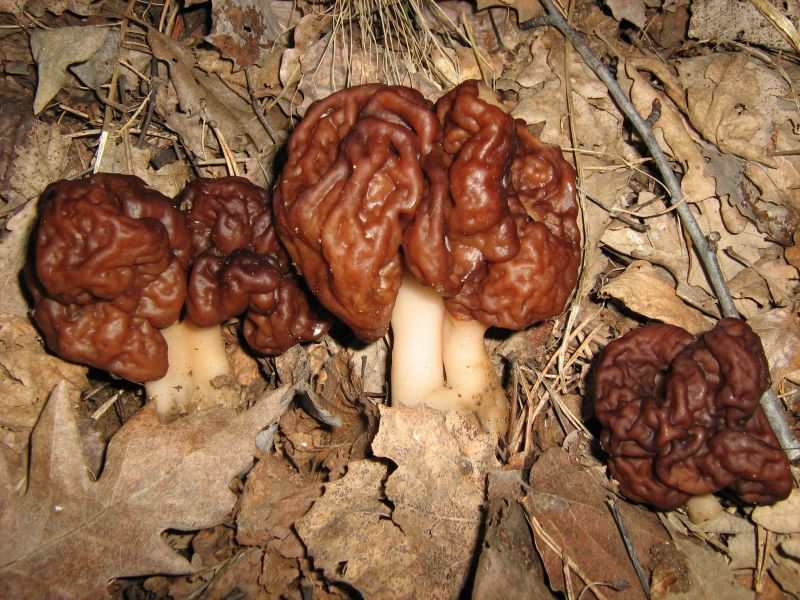
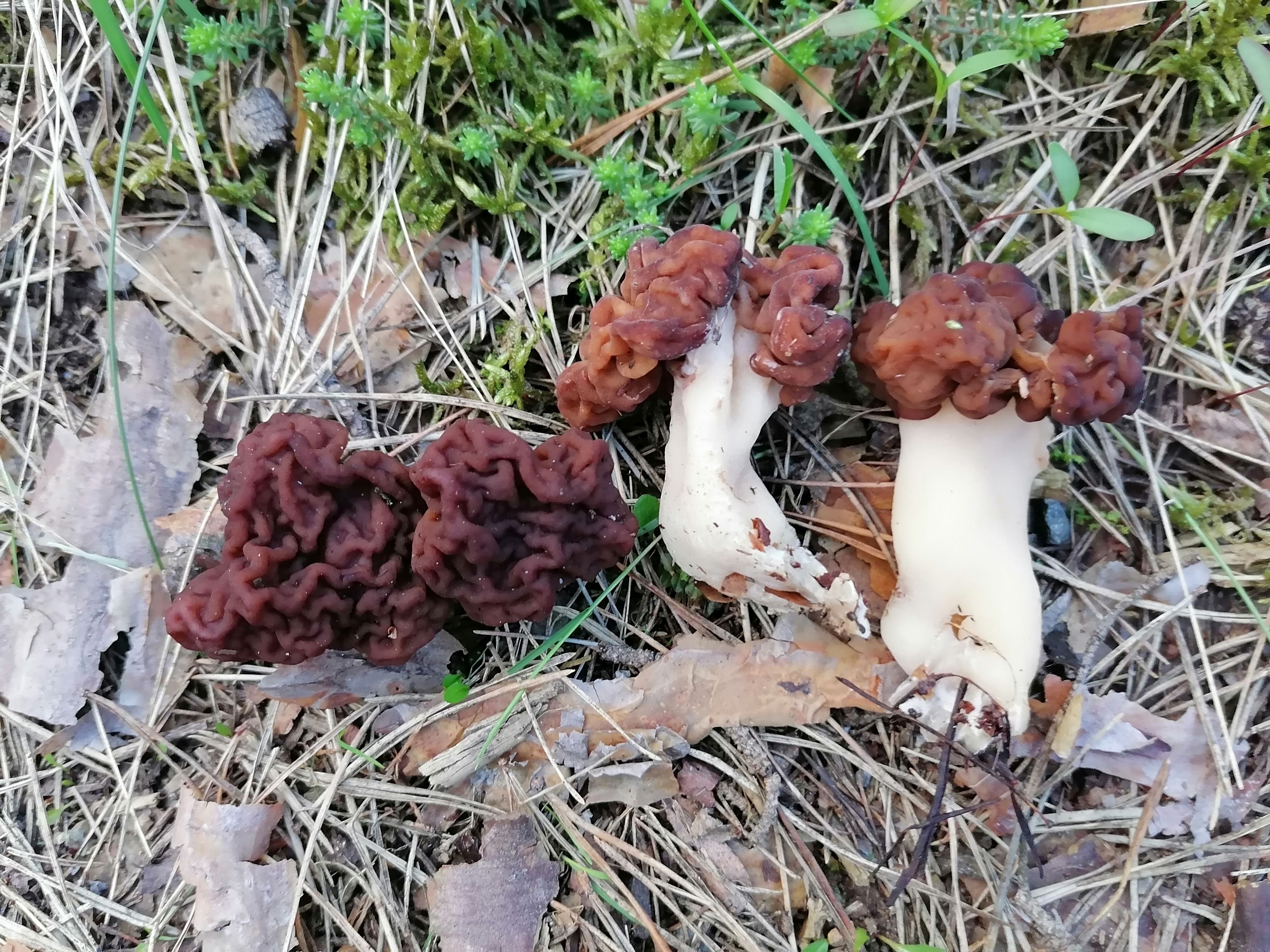
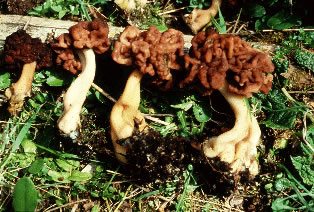

## Variétés et formes
- Gyromitra esculenta var. alba (Pilát 1951[13]) : variété complétement blanche, albinos, à longues spores, rencontrée notamment au Québec, mais aussi en Italie et Slovaquie[14].
- Gyromitra esculenta var. aurantiaca (Benedix 1969[15]) ; Représentant une forme d’esculenta à hyménium «orangé». Elle ne semble pas avoir été retrouvée depuis sa création. Elle pourrait être synonyme de la var. fulva[14].
- Gyromitra esculenta var. fulva (J. Moravec 1986[16]). Variété à hyménium couleur fauve, plus pâle que le type, et spores plus petites (en moyenne)[14].
- Gyromitra esculenta var. bubaci (Velen.) (J. Moravec 1986[17]) ;Variété à hyménium couleur fauve et spores plus longues que le type, 27 µm de long[14].
- Gyromitra esculenta var. fragilis (A. Marchand ex Réaudin 2008) : variété à port grêle, chapeau grossièrement cérébriforme à marge très séparée du stipe, attachée seulement par quelques points, poussant sur feuillus pourrissants dans milieux marécageux, précoce au printemps[18].
- Gyromitra esculenta f. rubiformis Klofac. Ne mesurant pas plus de 3.5 cm, au chapeau convoluté en forme de mûre, ressemblant à peine à un cerveau et souvent comprimé apicalement[19].

## Habitat et distribution
C'est une espèce principalement saprophyte, montagnarde acidophile, commune, qui apprécie les sous-bois de conifères, dans des environnements souvent riches en humus, aux bord de chemins, lisières, et endroits riches en débris organiques, surtout sur sol acide, parfois sur sol sablonneux, de Mars à Juin. Il est aussi possible de le voir pousser sur des souches. Il est très rare en plaine.
Le Gyromitre est une espèce qui peut être trouvée dans différentes régions du monde, il est répandu dans toute l'Europe, en particulier dans les pays nordiques comme la Finlande, la Suède, la Norvège, le Danemark, mais aussi en Europe centrale comme en Allemagne, en Pologne, en République tchèque et en Roumanie où il y a de grandes forêts froides de conifères. Dans le sud de l'Europe, il est moins présent en raison du climat plus chaud, en Italie, il est plutôt rare. Il pousse dans toutes les régions d'Amérique (nord-centre-sud), en particulier au Canada, en Alaska, dans l'Oregon et dans le Michigan. On le trouve également en Asie, en Russie, dans certains pays asiatiques comme la Chine et le Japon.

## Toxicité

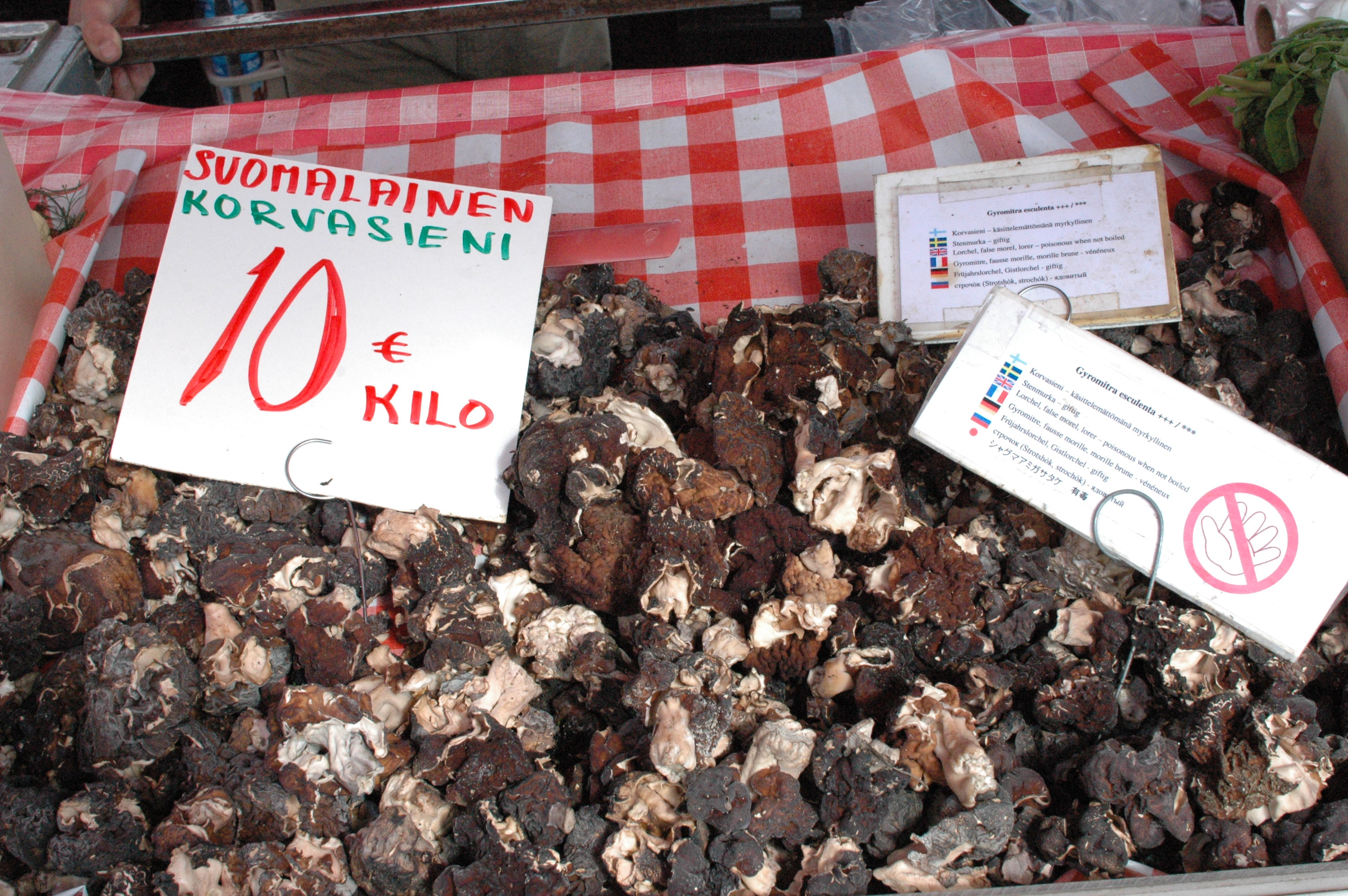
Gyromitres à la vente sur un marché à Helsinki.

Contrairement à ce qu'indique son nom (l'épithète esculenta signifiant « comestible » en latin), ce champignon est toxique pour les humains, voire mortel s'il est consommé cru. À l'origine, cette espèce était effectivement considérée comme comestible, consommée traditionnellement dans diverses régions géographiques, sous conditions de cuisson à respecter, toxique ou mortelle crue ou mal cuite,,. Cependant, au fil du temps, nombre d'intoxications semblant aléatoires eurent lieu au fur et à mesure avec cette espèce, même lorsque les méthodes de préparation avaient été respectées, questionnant de plus en plus son degrés de sécurité alimentaire. On dénombre aujourd'hui dans la littérature plus d'une centaine de cas mortels d'intoxication décrits avec G. esculenta dans le monde. À la fin du XXe siècle fut réalisé la caractérisation chimique de ses toxines, en particulier la gyromitrine (en),, ainsi que les risques liés à ces dernières, notamment une toxicité accumulative pouvant déclencher le syndrome gyromitrien, à potentiel mortel, particulièrement en cas de consommation répétée, ainsi que la théorisation plus récemment d'une toxicité chronique en addition, qui favoriserait cancers et maladies neurodégénératives (Une étude publiée en 2021 associe la consommation de ce champignon avec une recrudescence dans un village de Savoie de cas de sclérose latérale amyotrophique (plus connue sous le nom de « maladie de Charcot »), ; une région de Finlande où le champignon est recherché en cuisine voit notamment sa population plus touchée par cette maladie),. Le fait qu'il semble impossible de se débarrasser de 100% des toxines du champignon peu importe la méthode de préparation utilisée résulte en ce que les consommateurs s'exposent forcément à de la gyromitrine résiduelle en un plus ou moins grand degrés. Devant ces risques et cet historique d'intoxications, pouvant aboutir a des accidents mortels, les autorités françaises ont classé cette espèce comme mortelle. Elle est également considérée comme toxique ou déconseillée à la consommation dans nombre d'autres pays Européens, bien que sa consommation traditionnelle persiste dans certaines régions montagnardes de France, Suisse, Espagne, Italie et surtout en Europe de l'Est et en Europe du Nord, notamment en Scandinavie comme en Finlande où sa consommation est très développée,,.
L'aspect aléatoire des intoxications via G. esculenta s'explique par différents facteurs ; la méthode de préparation utilisée, pouvant être nullement, faiblement ou moyennement efficace pour retirer la gyromitrine,. La fréquence de consommation et la quantité, la gyromitrine pouvant s'accumuler dans le corps, même sur une longue période, avant de provoquer une intoxication subite, qui a donc plus de chance d'arriver rapidement selon la fréquence et la quantité consommée,. La tolérance individuelle, la quantité de gyromitrine variant plus ou moins avant de provoquer une intoxication entre différents individus,. Et enfin, le taux de gyromitrine des sporophores, en effet le taux de toxines contenu dans les sporophores de G. esculenta est extrêmement variable, plus faible sous les climats froids,, il contient entre 40 et 760 mg de gyromitrine par kg de champignon frais, et selon les analyses réalisées sur des sporophores de G. esculenta Européens, les gyromitres récoltés en France contenaient 109 à 760 mg de gyromitrine (mesurée comme 50 à 350 mg de MMH total dans 7 échantillons) par kg de champignon frais (Andary, 1984b), tandis que les gyromitres récoltés en Suède contenaient 87 à 326 mg de gyromitrine (mesurée comme 40 à 150 mg de MMH total dans 14 échantillons) par kg de champignon frais (Larsson & Eriksson, 1989).

### Efficacité des méthodes de préparation
La volatilité, la solubilité et la réactivité de la gyromitrine expliquent comment G. esculenta, qui contient 50 à 300 mg/kg de gyromitrine par champignon frais, peut généralement être consommé sans effets néfastes dans les zones où sa consommation traditionnelle est développée (Pyysalo 1976 ; Pyysalo et Niskanen 1977 ; Michelot et Toth 1991). En faisant bouillir les champignons deux fois en laissant les vapeurs s'échapper, en les rinçant après chaque ébullition et en changeant le liquide de cuisson entre les deux, plus de 99 % de la gyromitrine est libérée, ce qui rend le champignon plus apte à la consommation sans toxicité aiguë. Les spécimens crus ou insuffisamment cuits sont toxiques principalement en raison de la N-formyl-N-methylhydrazine et la monomethylhydrazine formés par hydrolyse acide dans l'environnement gastrique. Bien qu'il existe des méthodes permettant de consommer des Gyromitres contenant de la gyromitrine sans intoxication aiguë, les dangers d'une mauvaise préparation, la gyromitrine résiduelle inévitable même avec une bonne préparation, son lien potentiel avec des effets chroniques accumulatifs pouvant potentiellement aboutir à des maladies neurodégénératives et des cancers, et l'immense probabilité de respirer les vapeurs de cuisson toxiques sans mise en place de ventilation extrême amènent à conclure que le groupe d'espèces de Gyromitra esculenta (comprenant G. splendida, G. longipes, G. venenata, G. antarctica et G. tasmanica) ne doit jamais être consommé. Il en va de même pour Piscidiscina leucoxantha, qui a démontré sa capacité à produire de la gyromitrine, bien qu'en quantités relativement faibles.
Le séchage (dessication) pour sa part, n'est que modérément efficace. Le champignon reste modérément toxique car la gyromitrine (en) se transforme en monométhylhydrazine (ou méthylhydrazine), qui est dégradée lors du séchage mais reste présente sous forme d'hydrazine. Le gyromitre séché à l'air a été signalé comme contenant des quantités très différentes de gyromitrine, probablement en fonction de la teneur originale du champignon frais et des conditions de séchage. En général, environ 30 à 80 % peut être éliminée par le séchage,,. Quant à la simple cuisson prolongée, une partie de la gyromitrine volatile peut être évacuée par les vapeurs de cuisson (qui par ailleurs contiennent la monométhylhydrazine volatile et sont donc toxiques si inhalées), cependant, la majorité reste tout de même dans le champignon,.

### La gyromitrine chez les autres Gyromitres
Concernant les autres Gyromitres Européens, les dernières études (2023) ont dévoilé le fait que la production de gyromitrine n'est en fait pas une caractéristique commune à tout le genre Gyromitra mais plutôt à certaines espèces spécifiques du genre. En effet, Gyromitra gigas (maintenant Maublancomyces gigas), produit des quantités de gyromitrine 1500 fois inférieures à G. esculenta, et ce de façon sporadique (Sur trois spécimens testés, deux sur trois contenaient des traces de gyromitrine. Dans une autre étude, datant de 2024, quatre spécimens séchés de M. gigas furent analysés, la gyromitrine n'a été détectée dans aucun d'entre eux), de sorte qu'il est à considérer comme suspect, bien que des études supplémentaires soient nécessaires pour éclaircir son cas. Il faut rappeler que M. gigas a été incriminé à tort concernant l'affaire du cluster de cas de sclérose latérale amyotrophique dans un village des Alpes entre 1990 et 2018 de l'étude de 2021 de Lagrange et al., étant donné que d'autres espèces de Gyromitra non identifiées ont été trouvées stockées dans les maisons des résidents, et qu'après analyse dans une étude plus récente (2024), les spécimens en question furent révélés être Gyromitra esculenta et Gyromitra venenata, et non M. gigas comme indiqué initialement par Lagrange et al.,,,. Concernant Gyromitra fastigiata (maintenant Neogyromitra grandis), cette espèce ne contient pas de gyromitrine selon les tests, cependant, la caractérisation du 1-(2-hydroxyacétyl)-pyrazol dans N. grandis, une substance chimique au fonctionnement peu compris, dont la structure est similaire à celle de la gyromitrine, pourrait avertir sur la consommation de N. grandis,. Contrairement aux attentes, il n'a pas été détecté de gyromitrine chez Gyromitra infula (maintenant Paragyromitra infula), mais, étonnement, il y a eu détection de la gyromitrine chez Gyromitra leucoxantha (maintenant Piscidiscina leucoxantha), une espèce pézizoïde. Concernant les autres Gyromitres pézizoïdes, aucune trace de gyromitrine n'a été détectée chez les espèces du groupe de Gyromitra perlata (maintenant Discina perlata),.

### Législation

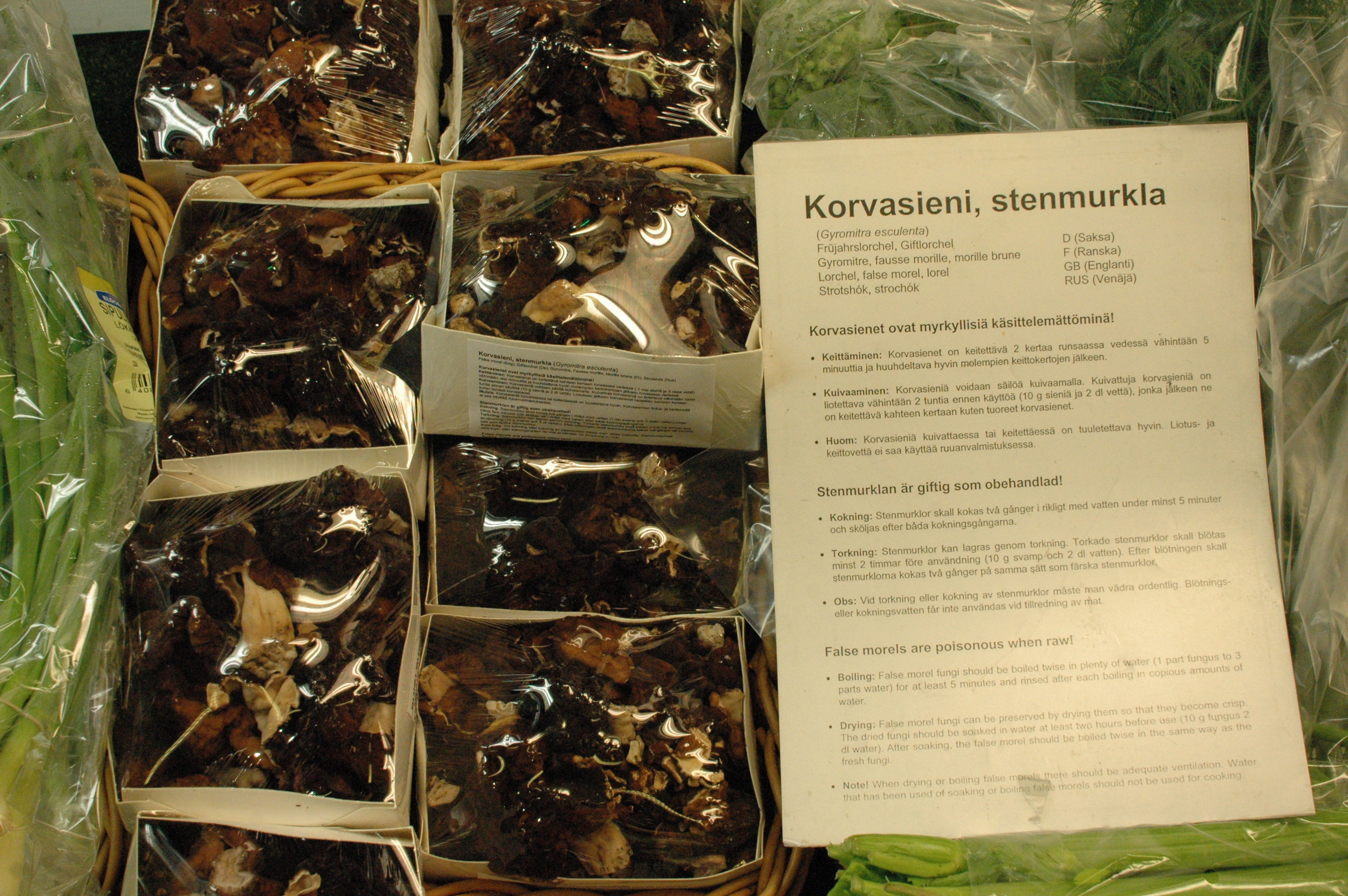
G. esculenta vendu en Finlande avec les instructions de préparation obligatoires.

En France, par décret, le gyromitre dit "comestible" est interdit à la vente depuis 1991. En Espagne, il est interdit à la vente depuis 2009. En Amérique du Nord, il est considéré comme toxique par la Food and Drug Administration (FDA). En Finlande le gyromitre est toujours vendu, avec les avertissements appropriés requis sur des méthodes de préparation nécessaires, cependant, sa consommation est y depuis très récemment désormais déconseillée. En Suède on ne le recommande plus, il reste toutefois toléré chez les restaurateurs avertis et en conserve seulement pour la vente directe au particulier. 

### Syndrome gyromitrien
Le principe toxique, la gyromitrine (N-méthyl-N-formylhydrazone), est hydrolysé dans l’organisme en méthylhydrazine. La méthylhydrazine, antagoniste de l’action de la pyridoxine (vitamine B6) sur les nombreuses réactions cellulaires dont elle est le cofacteur, est responsable des manifestations observées. Les troubles neurologiques (convulsions) peuvent être expliqués par un défaut de synthèse de l’acide γ-aminobutyrique (dépendant de la pyridoxine) qui induit une diminution du taux intracérébral en GABA, avec abaissement du seuil épileptogène. L’atteinte hépatique s’explique par la formation intracellulaire de radicaux libres. Il faudrait environ 1 kg de gyromitrine pour que les effets soient mortels pour l’homme. L’intoxication subaiguë est possible par consommation rapprochée et répétée de faibles doses que l'organisme élimine très lentement. Les acétyleurs lents seraient prédisposés à l’accumulation. Une étude publiée en 2021 associe la consommation de ce champignon avec la maladie de Charcot.
L’incubation est longue (6 à 8 heures le plus souvent, parfois 2 à 24 heures). Le début des troubles est brutal, marqué par une asthénie, des vertiges, des céphalées, des douleurs abdominales, des vomissements et parfois des diarrhées. Les signes persistent 1 à 2 jours puis s’amendent progressivement. Les formes graves sont caractérisées par des troubles neurologiques (convulsions), des troubles métaboliques (hypoglycémie, acidose métabolique), et par l’apparition, au 2e ou 3e jour, d’une atteinte hépatique cytolytique qui peut être sévère. L’atteinte rénale est indirecte. Des cas d’hémolyse intravasculaire aiguë sont rapportés, associés à un déficit enzymatique érythrocytaire. Le traitement consiste en une prise en charge symptomatique des troubles digestifs et de l’atteinte hépato-rénale, associée à l’administration intraveineuse de vitamine B6 (1 à 2 grammes par 24 heures).

## Confusions possibles
Le Gyromitre peut se confondre avec d'autres espèces de grands Ascomycètes printaniers à pied différencié du chapeau comme d'autres espèces de Gyromitres ou des espèces Verpes, il faut surtout prendre garde à ne pas le confondre avec les Morilles en recherchant ces dernières. En Europe, le Gyromitre commun peut principalement ressembler aux espèces suivantes :
- Les Morilles (Morchella sp), dont le chapeau est alvéolé, non cérébriforme, creux à son milieu, relié au pied généralement à son extrémité inférieure. Comestibles réputées cuites, toxiques crues ou mal cuites.
- La Verpe de Bohème (Verpa bohemica), dont le chapeau jaunâtre est plissé et relié au pied à son extrémité supérieure. Comestible réputée cuite, toxique crue ou mal cuite.
- Le Gyromitre géant (Maublancomyces gigas), au pied plus massif, aux plis du chapeau cérébriforme plus gros et un peu moins marqués, au chapeau plus clair, brun, venant en altitude sur ou à côté de souches pourrissantes. Déconseillé, voir article.
- Le Gyromitre fastigié (Neogyromitra grandis), grande espèce, rare, au chapeau roussâtre à chair, constitué de deux ou trois lobes, sous feuillus. Déconseillé, voir article.
- Le Gyromitre côtelé (Pseudorhizina sphaerospora), rarissime, au chapeau en forme de coussinet, au pied et hyménophore décurrent côtelé, à la base de couleur violette, poussant sur bois. Comestibilité inconnue.
- Le Gyromitre des charbonnières (Pseudoverpa anthracobia), rarissime, chapeau très sombre en parapluie aux bords retroussés, pied élancé lisse, venant au printemps dans les forêts ayant brulé. Comestibilité inconnue, suspect car très proche du groupe de G. esculenta.

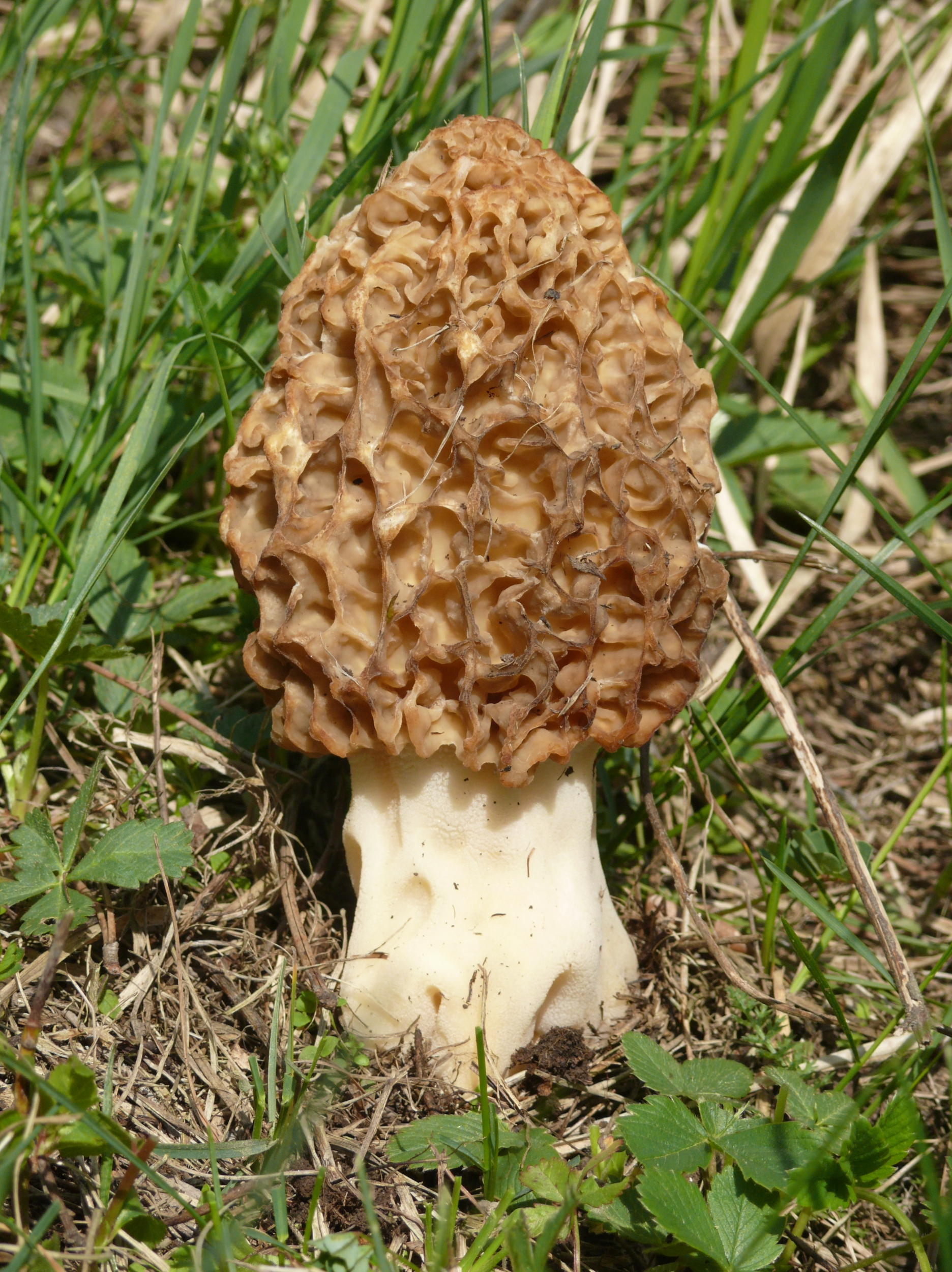
Les Morilles (Morchella sp)
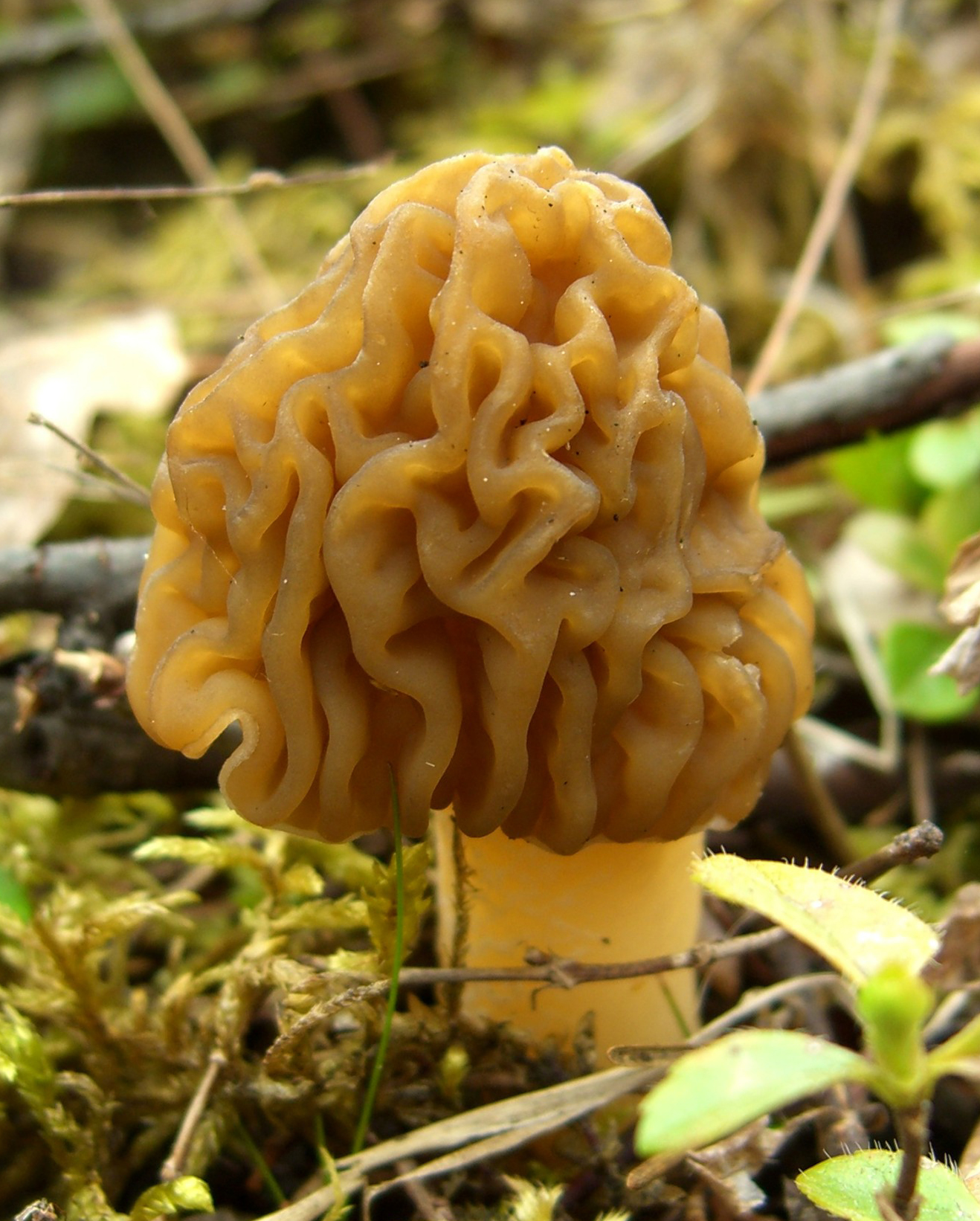
La Verpe de Bohème (Verpa bohemica)
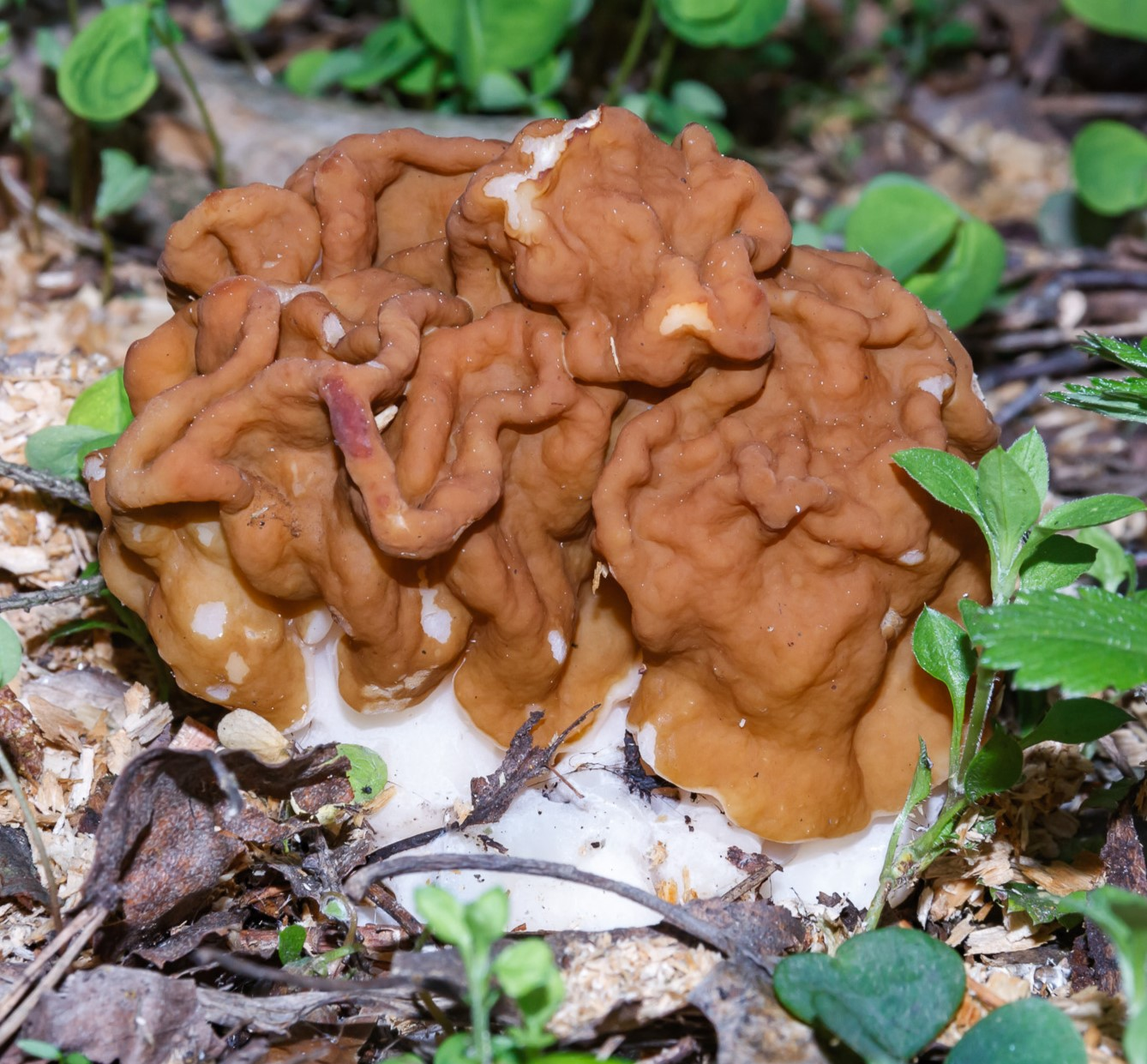
Le Gyromitre géant (Maublancomyces gigas)
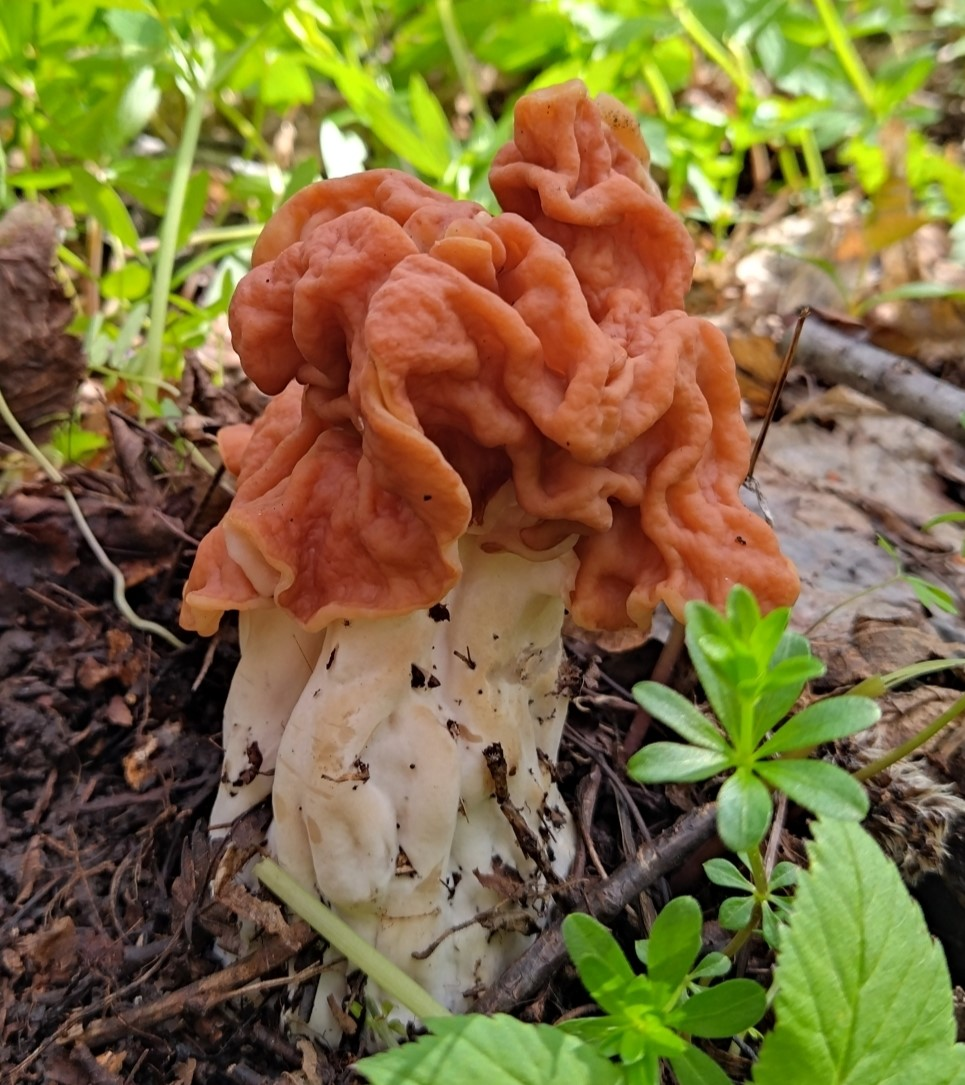
Le Gyromitre fastigié (Neogyromitra grandis)
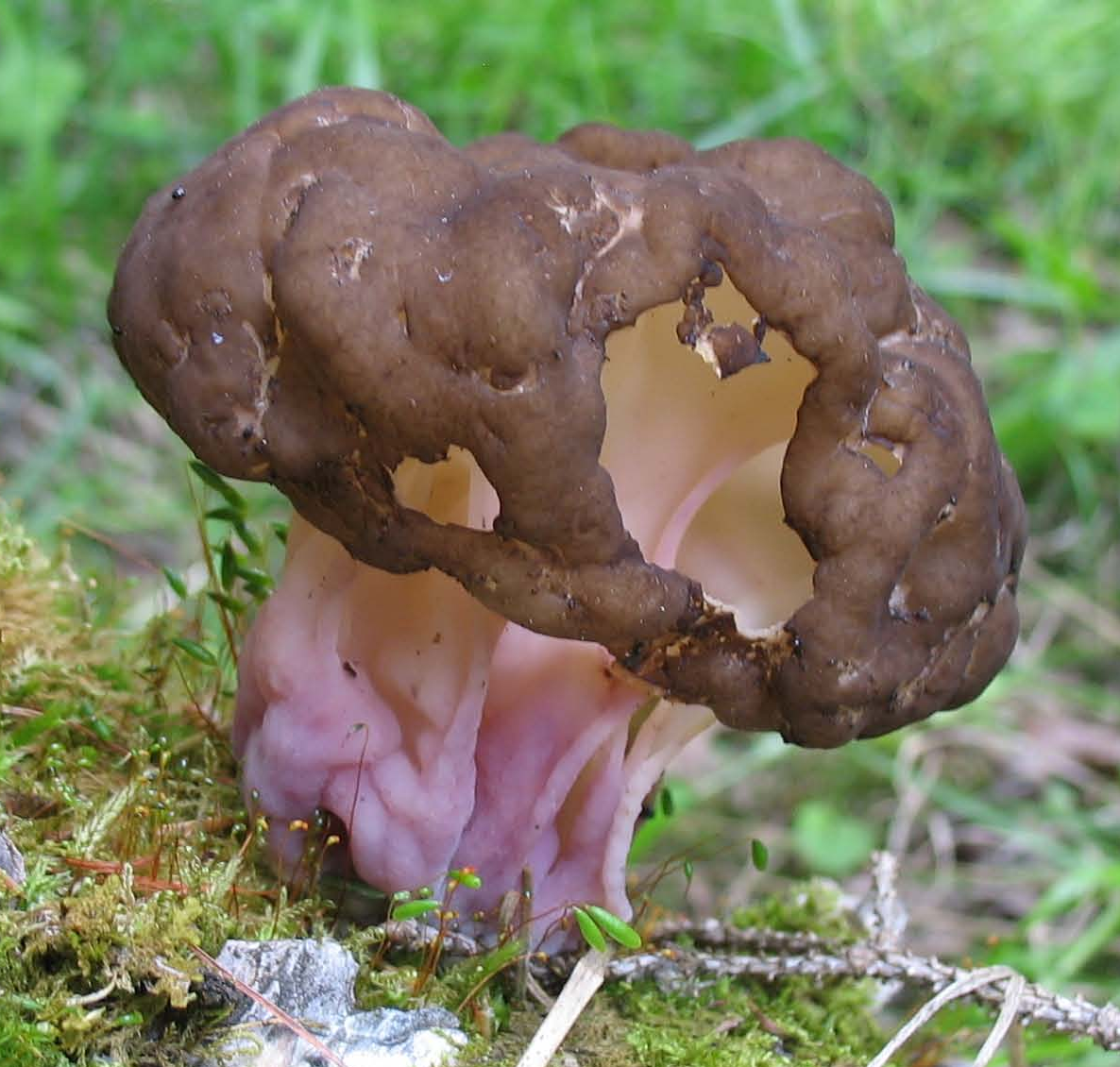
Le Gyromitre côtelé (Pseudorhizina sphaerospora)
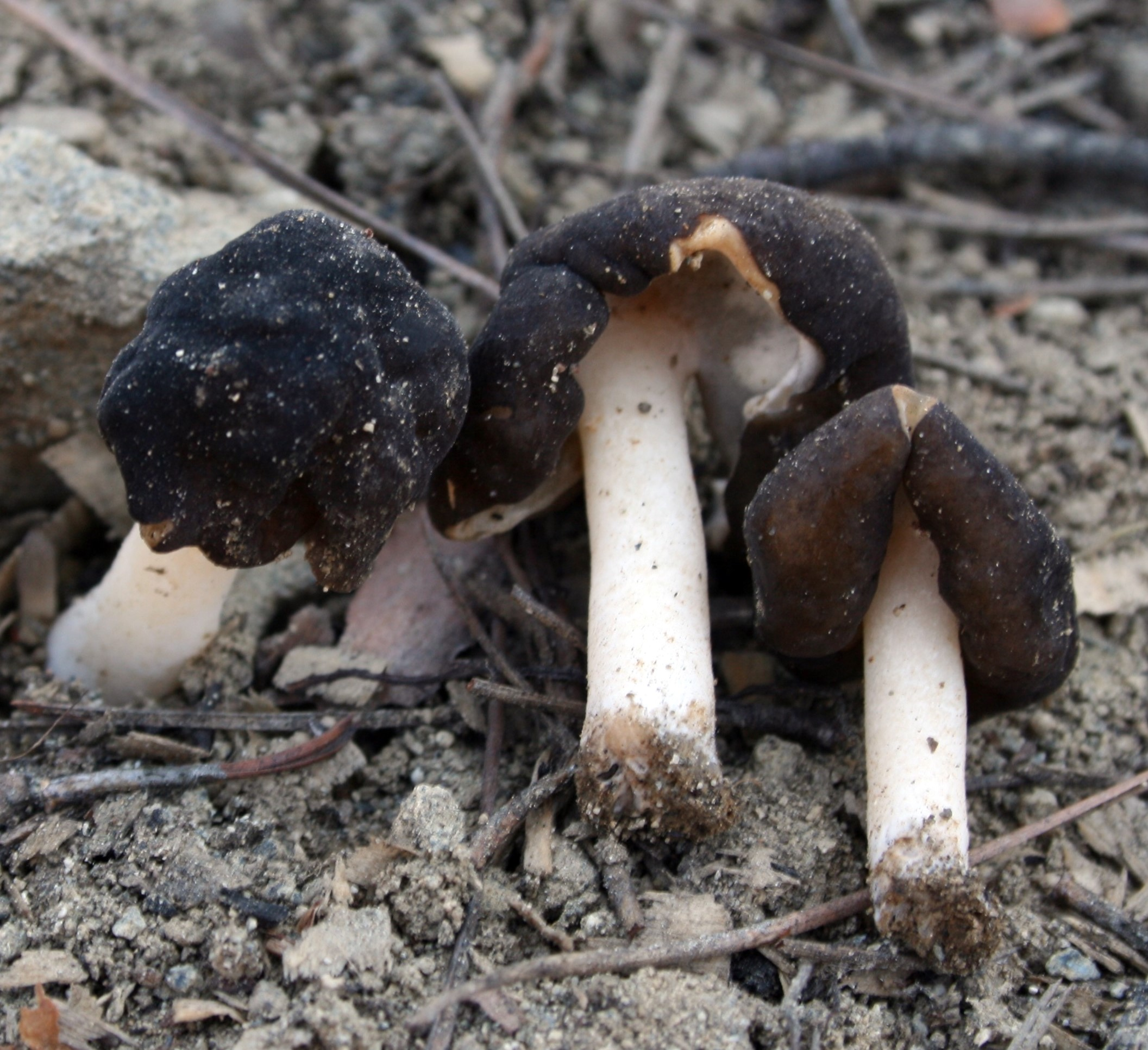
Le Gyromitre des charbonnières (Pseudoverpa anthracobia)

Il faut également savoir que G. esculenta fait partie d'un complexe d'espèces extrêmement ressemblantes et particulièrement difficiles voir impossibles à distinguer entre elles à l'œil nu. Elle contiennent toutes de la gyromitrine (en) et sont le plus souvent regroupées sous le nom de G. esculenta par soucis pratique. Sans avoir recours à la microscopie ou au séquençage, il vaut mieux utiliser le terme de G. esculenta s.l. ou G. esculenta agg. car ces autres espèces sont bien indépendantes génétiquement, mais la fiabilité de leurs caractéristiques macromorphologiques ne suffisant probablement pas à elles seules pour une identification certaine. Ces espèces sont les suivantes :
- Le Gyromitre vénéneux (Gyromitra venenata) qui, par rapport à G. esculenta, a un pied proportionnellement plus long. Il se trouve dans les forêts de feuillus[37] et son excipulum ectal est bien différencié avec une couche de cellules palissadiques, alors que l'excipulum ectal de G. esculenta n'est pas bien différencié de l'excipulum médullaire. Décrit à l'origine de Chine[38], il a été retrouvé en France, en Europe et en Amérique du Nord, il s'agit d'ailleurs d'une des espèces identifiées dans le cas du cluster de SLA du village Montchavin dans les Alpes[27].
- Le Gyromitre splendide (Gyromitra splendida), qui a aussi un pied un peu plus long en moyenne que celui de G. esculenta, un chapeau plus étroit et plus sombre, brun noir, des spores subfusoïdes, un peu plus longues en moyenne, possédant de petits apicules[39]. Retrouvé en France mais plus commun en Scandinavie, retrouvé également aux États-Unis.
- Le Gyromitre à long pied (Gyromitra longipes), dont le pied est très élancé et qui a aussi un chapeau particulièrement sombre[39]. Retrouvé en France et en Espagne mais plus commun en Scandinavie et dans les pays Nordiques.

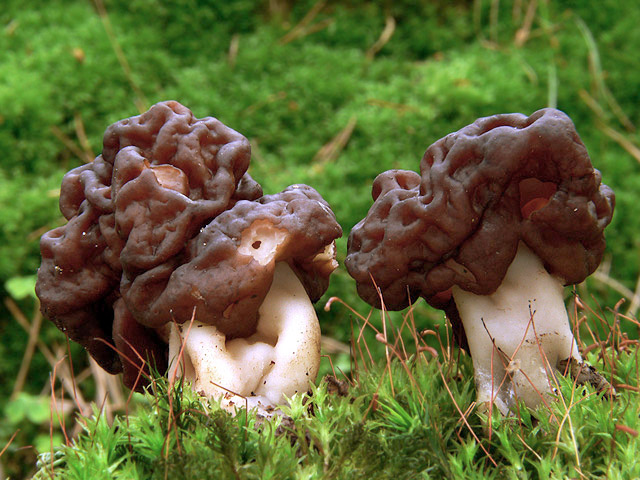
Le Gyromitre commun (Gyromitra esculenta)
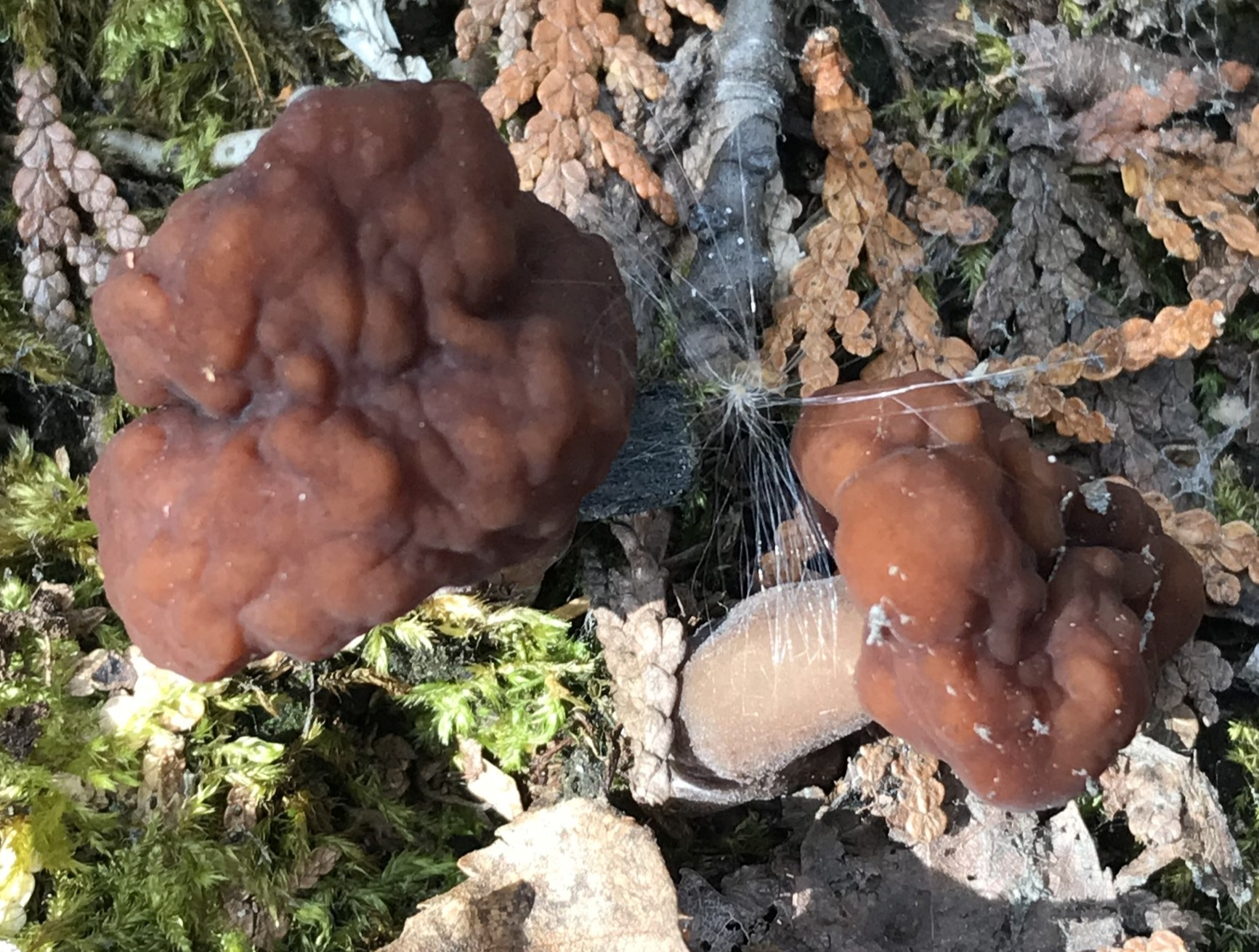
Le Gyromitre vénéneux (Gyromitra venenata)
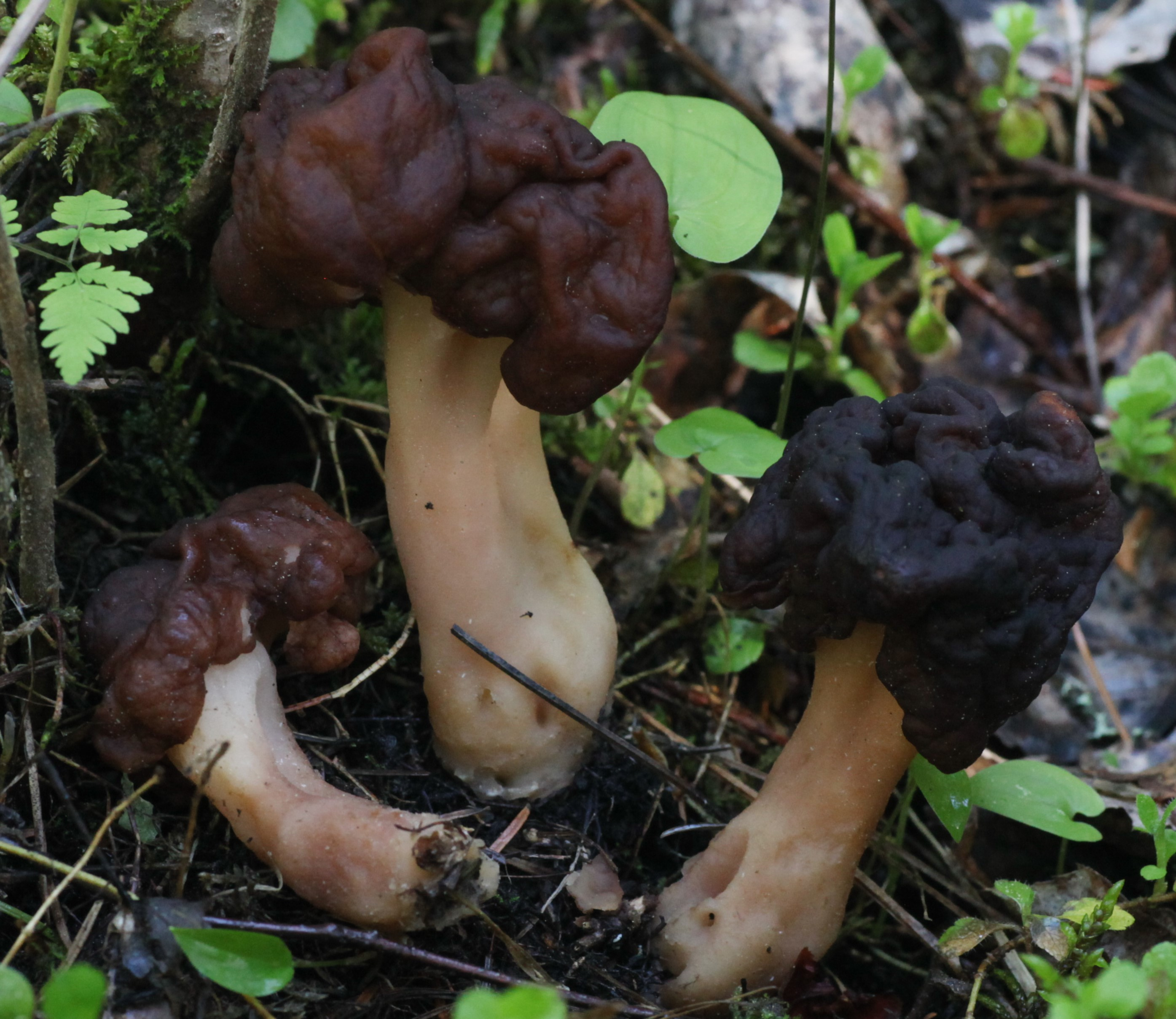
Le Gyromitre splendide (Gyromitra splendida)
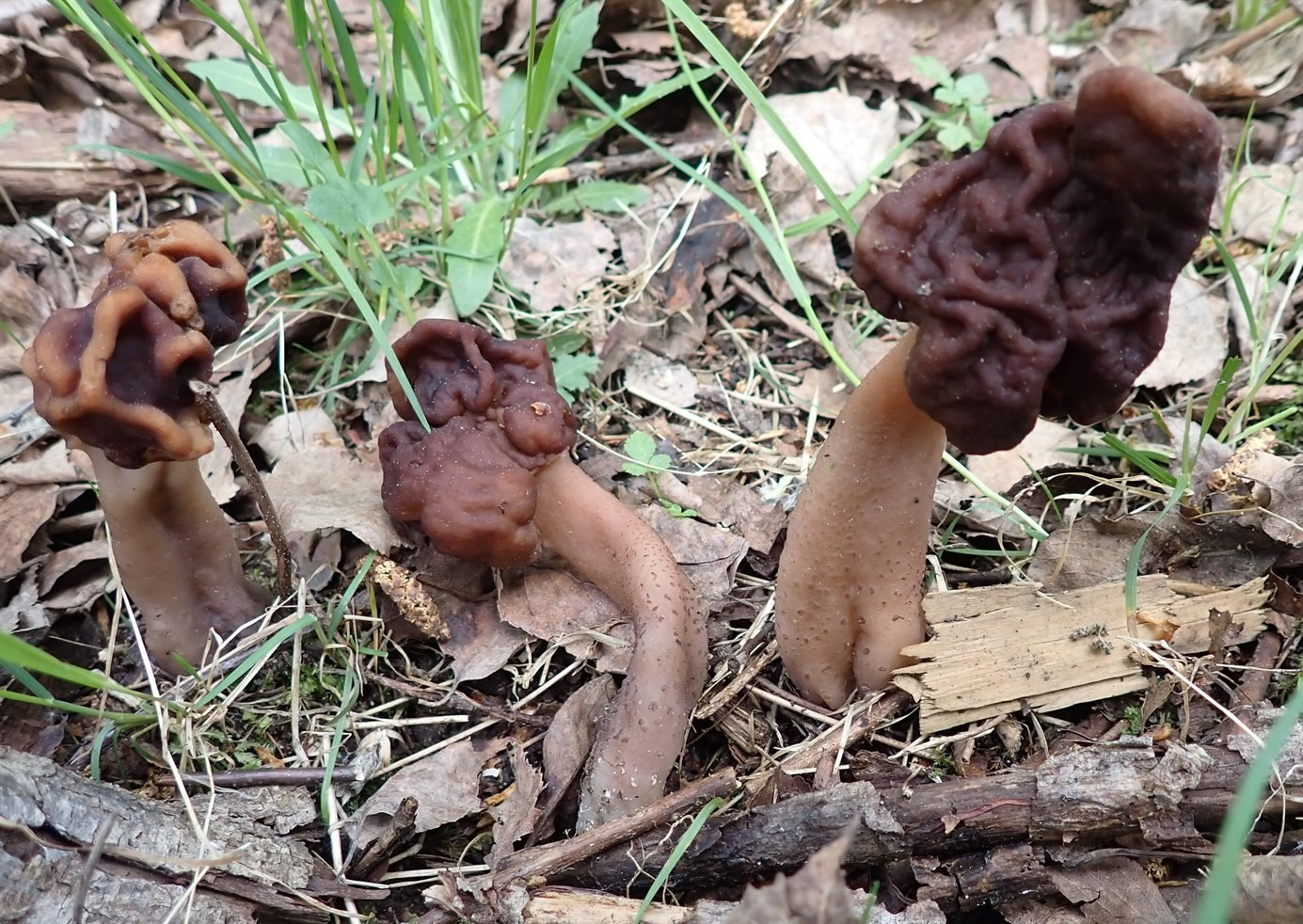
Le Gyromitre à long pied (Gyromitra longipes)

Deux autres espèces font également partie du complexe d'espèces ; le Gyromitre antarctique (Gyromitra antarctica), qui ne se retrouve pas en Europe mais au Sud du Chili et de l'Argentine, également en Terre de feu, et le Gyromitre de Tasmanie (Gyromitra tasmanica), retrouvé en Australie et en Nouvelle-Zélande. G. inflata serait une espèce Européenne du complexe, décrite d'Autriche, au chapeau plus grand que celui d'esculenta, possédant 2 à 4 lobes, avec des tons bleu-pourpre sur le pied, cependant sont statut est encore incertain.